# Мелборн (остров)
Мелборн (англ. Melbourne Island) — остров Канадского Арктического архипелага. В настоящее время остров необитаем (2012).

## География
Остров расположен в западной части залива Куин-Мод, в 9 километрах от восточного берега полуострова Кент материковой части Канады и в 30 километрах к югу от крупного острова Виктория (второго по величине в Канадском Арктическом архипелаге).
Площадь острова составляет 381 км². Длина береговой линии 82 км. Остров имеет овальную в плане, куполообразную форму с максимальной высотой около 100 метров над уровнем моря. Длина острова составляет 29 км (с юго-востока на северо-запад), максимальная ширина — 16 км.
На острове множество маленьких водоёмов и озёр, значительную территорию занимают болота.